# Liga de Campeones de la AFC 2015
La Liga de Campeones de la AFC 2015 fue la 34.ª edición del torneo de fútbol a nivel del clubes más importante de Asia, organizado por la Confederación Asiática de Fútbol (AFC) y la 13.ª bajo el formato de Liga de Campeones de la AFC; el campeón se clasificara para la Copa Mundial de Clubes de la FIFA 2015. Western Sydney Wanderers tuvo asegurada su participación como campeón defensor. Además, esta fue la primera vez que un equipo de Vietnam se clasificó a la fase de grupos de manera directa.
Al quedar eliminados los representantes de Baréin (Riffa), Jordania (Al Wihdat), Kuwait (Al-Qadsia), Omán (Al-Nahda), Hong Kong (Kitchee), India (Bengaluru FC), Indonesia (Persib Bandung), Malasia (Johor Darul Takzim), Birmania (Yadanarbon) y Singapur (Warriors) continuaron su camino en la Copa de la AFC 2015.

## Distribución de equipos por asociación
El Comité de Competiciones de la AFC propuso una renovación de las competiciones de clubes de la AFC el 25 de enero de 2014, que fue ratificado por el Comité Ejecutivo de la AFC el 16 de abril de 2014. Las asociaciones miembros se clasificaran en función de su selección nacional y el rendimiento de los clubes en los últimos cuatro años en las competiciones de la AFC, con la asignación de plazas para las ediciones de las competiciones de clubes de la AFC determinados por el ranking 2014, 2015 y 2016
| Zona Oeste Asiático | Zona Oeste Asiático | Zona Oeste Asiático    | Zona Oeste Asiático | Zona Oeste Asiático  | Zona Oeste Asiático  | Zona Oeste Asiático  | Zona Oeste Asiático  | Zona Oeste Asiático | Zona Oeste Asiático | Zona Oeste Asiático |
| Ranking             | Ranking             | Asociación             | Puntos              | AFC Champions League | AFC Champions League | AFC Champions League | AFC Champions League | AFC Cup             | AFC Cup             | AFC Cup             |
| Asia                | Zona                | Asociación             | Puntos              | Fase de Grupos       | Ronda de Play-Off    | 2°Ronda Previa       | 1°Ronda Previa       | Fase de Grupos      | Ronda de Play-Off   | Ronda Previa        |
| ------------------- | ------------------- | ---------------------- | ------------------- | -------------------- | -------------------- | -------------------- | -------------------- | ------------------- | ------------------- | ------------------- |
| 2                   | 1                   | Arabia Saudíta         | 88268               | 3                    | 1                    |                      |                      |                     |                     |                     |
| 3                   | 2                   | Irán                   | 80794               | 3                    | 1                    |                      |                      |                     |                     |                     |
| 4                   | 3                   | Uzbekistán             | 62272               | 3                    | 1                    |                      |                      |                     |                     |                     |
| 5                   | 4                   | Emiratos Árabes Unidos | 57792               | 2                    | 2                    |                      |                      |                     |                     |                     |
| 9                   | 5                   | Catar                  | 56103               | 1                    |                      | 2                    |                      |                     |                     |                     |
| 10                  | 6                   | Irak                   | 47106               |                      |                      |                      |                      | 2                   |                     |                     |
| 11                  | 7                   | Kuwait                 | 45423               |                      |                      | (1)                  |                      | 2                   |                     |                     |
| 13                  | 8                   | Jordania               | 44309               |                      |                      | (1)                  |                      | 2                   |                     |                     |
| 15                  | 9                   | Omán                   | 30586               |                      |                      | (1)                  |                      | 1                   | 1                   |                     |
| 19                  | 10                  | Baréin                 | 25547               |                      |                      | (1)                  |                      | 1                   | 1                   |                     |
| 20                  | 11                  | Líbano                 | 25043               |                      |                      |                      |                      | 1                   | 1                   |                     |
| 22                  | 12                  | Siria                  | 22883               |                      |                      |                      |                      | 1                   | 1                   |                     |
| 24                  | 13                  | Palestina              | 15911               |                      |                      |                      |                      | 1                   |                     | 1                   |
| 26                  | 14                  | Tayikistán             | 11761               |                      |                      |                      |                      | 1                   |                     | 1                   |
| 28                  | 15                  | Afganistán             | 11464               |                      |                      |                      |                      |                     |                     | 0                   |
| 30                  | 16                  | Turkmenistán           | 10554               |                      |                      |                      |                      |                     |                     | 2                   |
| 32                  | 17                  | Kirguistán             | 8761                |                      |                      |                      |                      |                     |                     | 1                   |
| 33                  | 18                  | Yemen                  | 5249                |                      |                      |                      |                      |                     |                     | 1                   |
| 37                  | 19                  | Sri Lanka              | 4071                |                      |                      |                      |                      |                     |                     | 0                   |
| 38                  | 20                  | Bangladés              | 3643                |                      |                      |                      |                      |                     |                     | 1                   |
| 41                  | 21                  | Nepal                  | 3268                |                      |                      |                      |                      |                     |                     | 1                   |
| 43                  | 22                  | Pakistán               | 2732                |                      |                      |                      |                      |                     |                     | 0                   |
| 45                  | 23                  | Bután                  | 0.000               |                      |                      |                      |                      |                     |                     | 0                   |
| Total Participantes | Total Participantes | Total Participantes    | Total Participantes | 12                   | 5                    | 6                    | 0                    | 12                  | 4                   | 8                   |
| Total Participantes | Total Participantes | Total Participantes    | Total Participantes | 23                   | 23                   | 23                   | 23                   | 24                  | 24                  | 24                  |

- Irak, Líbano y Siria tenían cupos para la Liga de Campeones de la AFC pero no tuvieron las licencias requeridas
- Afganistán, tenía cupos en la Copa AFC pero desistió su participación
- Sri Lanka, Pakistán y Bután eran elegibles para la Copa AFC pero desistieron su participación
- Bangladés y Bután geográficamente pertenece a la Zona Este

| Zona Este Asiático  | Zona Este Asiático  | Zona Este Asiático  | Zona Este Asiático  | Zona Este Asiático   | Zona Este Asiático   | Zona Este Asiático   | Zona Este Asiático   | Zona Este Asiático | Zona Este Asiático | Zona Este Asiático |
| Ranking             | Ranking             | Asociación          | Puntos              | AFC Champions League | AFC Champions League | AFC Champions League | AFC Champions League | AFC Cup            | AFC Cup            | AFC Cup            |
| Asia                | Zona                | Asociación          | Puntos              | Fase de Grupos       | Ronda de Play-Off    | 2°Ronda Previa       | 1°Ronda Previa       | Fase de Grupos     | Ronda de Play-Off  | Ronda Previa       |
| ------------------- | ------------------- | ------------------- | ------------------- | -------------------- | -------------------- | -------------------- | -------------------- | ------------------ | ------------------ | ------------------ |
| 1                   | 1                   | República de Corea  | 94866               | 3                    | 1                    |                      |                      |                    |                    |                    |
| 4                   | 2                   | Japón               | 77107               | 3                    | 1                    |                      |                      |                    |                    |                    |
| 6                   | 3                   | Australia           | 57940               | 2                    | 1                    |                      |                      |                    |                    |                    |
| 8                   | 4                   | China               | 57660               | 2                    | 1                    | 1                    |                      |                    |                    |                    |
| 13                  | 5                   | Tailandia           | 33049               | 1                    |                      | 2                    |                      |                    |                    |                    |
| 15                  | 6                   | Vietnam             | 27753               | 1                    |                      | 1                    |                      |                    |                    |                    |
| 18                  | 7                   | Indonesia           | 25004               |                      |                      | (1)                  |                      | 2                  |                    |                    |
| 20                  | 8                   | Hong Kong           | 20077               |                      |                      | (1)                  |                      | 2                  |                    |                    |
| 21                  | 9                   | Birmania            | 18949               |                      |                      |                      | (1)                  | 2                  |                    |                    |
| 22                  | 10                  | Malasia             | 18153               |                      |                      |                      | (1)                  | 2                  |                    |                    |
| 23                  | 11                  | India               | 16756               |                      |                      |                      | (1)                  | 2                  |                    |                    |
| 24                  | 12                  | Singapur            | 16097               |                      |                      |                      | (1)                  | 2                  |                    |                    |
| 26                  | 13                  | Maldivas            | 15884               |                      |                      |                      |                      | 1                  | 1                  |                    |
| 27                  | 14                  | Filipinas           | 12268               |                      |                      |                      |                      | 1                  | 1                  |                    |
| 31                  | 15                  | RPD Corea           | 9000                |                      |                      |                      |                      |                    |                    | 0                  |
| 33                  | 16                  | Laos                | 7554                |                      |                      |                      |                      | 1                  |                    |                    |
| 34                  | 17                  | Guam                | 5946                |                      |                      |                      |                      |                    |                    | 0                  |
| 39                  | 18                  | Timor Oriental      | 2732                |                      |                      |                      |                      |                    |                    | 0                  |
| 41                  | 19                  | Macao               | 2625                |                      |                      |                      |                      |                    |                    | 0                  |
| 42                  | 20                  | Camboya             | 2464                |                      |                      |                      |                      |                    |                    | 0                  |
| 43                  | 21                  | Taiwán              | 2089                |                      |                      |                      |                      |                    |                    | 0                  |
| 44                  | 22                  | Mongolia            | 1554                |                      |                      |                      |                      |                    |                    | 0                  |
| 45                  | 23                  | Brunéi Darussalam   | 0.804               |                      |                      |                      |                      |                    |                    | 0                  |
| Total Participantes | Total Participantes | Total Participantes | Total Participantes | 12                   | 4                    | 6                    | 4                    | 15                 | 2                  | 0                  |
| Total Participantes | Total Participantes | Total Participantes | Total Participantes | 26                   | 26                   | 26                   | 26                   | 17                 | 17                 | 17                 |

- RPD Corea tenía cupos en la Copa AFC pero disistió su participación
- Laos tenía 2 cupos para la Copa AFC pero solo envió 1 equipo
- Guam, Timor Oriental, Macao, Camboya, Taiwán, Mongolia y Brunéi Darussalam eran elegibles para la Copa AFC pero desistieron su participación
- India y Maldivas geográficamente pertenece a la Zona Oeste

## Equipos participantes
| Fase de grupos       | Fase de grupos               |
| -------------------- | ---------------------------- |
| Al-Nassr (1º)        | Pakhtakor (1º)               |
| Al-Shabab (Cc)       | Lokomotiv Tashkent (Cc)+(2º) |
| Al-Hilal (2º)        | Nasaf Qarshi (3º)            |
| Foolad (1º)          | Al-Ahli (1º)                 |
| Tractor Sazi (Cc)    | Al-Ain (Cc)                  |
| Persepolis (2º)      | Lekhwiya (1º)                |
| Play-off             |                              |
| Al-Ahli (3º)         | Al-Wahda (2º)                |
| Naft Tehran (3º)     | Al-Jazira (3º)               |
| Bunyodkor (4º)       |                              |
| Segunda ronda previa |                              |
| Al-Sadd (Cc)         | Al Wihdat (1º)               |
| El Jaish (2º)        | Al-Nahda (1º)                |
| Al-Qadsia (1º)       | Riffa (1º)                   |

| Fase de grupos                  | Fase de grupos                     |
| ------------------------------- | ---------------------------------- |
| Jeonbuk Hyundai Motors FC (1º)  | Brisbane Roar (1º)                 |
| Seongnam FC (Cc)                | Western Sydney Wanderers (2º)+(CV) |
| Suwon Samsung Bluewings FC (2º) | Guangzhou Evergrande (1º)          |
| Gamba Osaka (1º)+(Cc)           | Shandong Luneng Taishan (Cc)       |
| Urawa Red Diamonds (2º)         | Buriram United (1º)                |
| Kashima Antlers (3º)            | Bình Duong FC (1º)                 |
| Play-off                        |                                    |
| FC Seoul (3º)                   | Central Coast Mariners (3º)        |
| Kashiwa Reysol (4º)             | Beijing Guoan (2º)                 |
| Segunda ronda previa            |                                    |
| Guangzhou R&F (3º)              | Hanoi T&T Nota (2º)                |
| Bangkok Glass (Cc)              | Persib Bandung (1º)                |
| Chonburi (2º)                   | Kitchee (1º)                       |
| Primera ronda previa            |                                    |
| Yadanarbon (1º)                 | Bengaluru FC (1º)                  |
| Johor Darul Takzim (1º)         | Warriors (1º)                      |

- Nota:Hanoi T&T entró la competición en lugar de Hải Phòng FC ganador de la Copa de Vietnam ya que este no cumplía con los permisos requeridos.

## Calendario
| Fase            | Ronda            | Partido de ida              | Partido de vuelta           |
| --------------- | ---------------- | --------------------------- | --------------------------- |
| Fase preliminar | Ronda 1          | 4 de febrero de 2015        | 4 de febrero de 2015        |
| Fase preliminar | Ronda 2          | 10 de febrero de 2015       | 10 de febrero de 2015       |
| Fase preliminar | Play-off         | 17 de febrero de 2015       | 17 de febrero de 2015       |
| Fase de grupos  | Partido 1        | 24-25 de febrero de 2015    | 24-25 de febrero de 2015    |
| Fase de grupos  | Partido 2        | 3-4 de marzo de 2015        | 3-4 de marzo de 2015        |
| Fase de grupos  | Partido 3        | 17-18 de marzo de 2015      | 17-18 de marzo de 2015      |
| Fase de grupos  | Partido 4        | 7-8 de abril de 2015        | 7-8 de abril de 2015        |
| Fase de grupos  | Partido 5        | 21-22 de abril de 2015      | 21-22 de abril de 2015      |
| Fase de grupos  | Partido 6        | 5-6 de mayo de 2015         | 5-6 de mayo de 2015         |
| Segunda fase    | Octavos de final | 19-20 de mayo de 2015       | 26-27 de mayo de 2015       |
| Segunda fase    | Cuartos de final | 25-26 de agosto de 2015     | 15-16 de septiembre de 2015 |
| Segunda fase    | Semifinales      | 29-30 de septiembre de 2015 | 20-21 de octubre de 2015    |
| Segunda fase    | Final            | 7 de noviembre de 2015      | 21 de noviembre de 2015     |

## Rondas previas
Todos los partidos se juegan a partido único; además no se pueden enfrentar equipos del mismo país.

### Primera ronda previa
| Equipo 1           | Resultado            | Equipo 2     |
| Zona Este          | Zona Este            | Zona Este    |
| ------------------ | -------------------- | ------------ |
| Yadanarbon         | 1–1 (t. s.) (5-6 p.) | Warriors     |
| Johor Darul Ta'zim | 2–1 (t. s.)          | Bengaluru FC |

### Segunda ronda previa
| Equipo 1      | Resultado              | Equipo 2           |
| Zona Oeste    | Zona Oeste             | Zona Oeste         |
| ------------- | ---------------------- | ------------------ |
| Al-Qadsia     | 1–0                    | Al-Wehdat          |
| El Jaish      | 2–1                    | Al-Nahda           |
| Al-Sadd       | 0–0 (t. s.) (11-10 p.) | Riffa              |
| Zona Este     |                        |                    |
| Hà Nội T&T    | 4–0                    | Persib Bandung     |
| Chonburi      | 4–1                    | Kitchee            |
| Guangzhou R&F | 3–0                    | Warriors           |
| Bangkok Glass | 3–0                    | Johor Darul Ta'zim |

### Play-off
| Equipo 1               | Resultado            | Equipo 2      |
| Zona Oeste             | Zona Oeste           | Zona Oeste    |
| ---------------------- | -------------------- | ------------- |
| Al-Ahli                | 2–1 (t. s.)          | Al-Qadsia     |
| Naft Tehran            | 1–0                  | El Jaish      |
| Bunyodkor              | 2–1                  | Al-Jazira     |
| Al-Wahda               | 4–4 (t. s.) (4-5 p.) | Al-Sadd       |
| Zona Este              |                      |               |
| Seoul                  | 7–0                  | Hà Nội T&T    |
| Kashiwa Reysol         | 3–2 (t. s.)          | Chonburi      |
| Central Coast Mariners | 1–3                  | Guangzhou R&F |
| Beijing Guoan          | 3–0                  | Bangkok Glass |

## Fase de grupos

### Grupo A
| Pos. | Equipo     | Pts. | PJ | G | E | P | GF | GC | Dif. | Clasificación    |
| ---- | ---------- | ---- | -- | - | - | - | -- | -- | ---- | ---------------- |
| 1    | Lekhwiya   | 13   | 6  | 4 | 1 | 1 | 9  | 5  | +4   | Octavos de final |
| 2    | Persépolis | 12   | 6  | 4 | 0 | 2 | 7  | 7  | 0    | Octavos de final |
| 3    | Al-Nassr   | 8    | 6  | 2 | 2 | 2 | 7  | 6  | +1   |                  |
| 4    | Bunyodkor  | 1    | 6  | 0 | 1 | 5 | 2  | 7  | −5   |                  |

 Fuente: AFC
| \| Fecha \| Estadio (Ciudad) \| Local \| Resultado \| Visitante \| \| --------------------- \| ----------------------------- \| ------------------ \| --------- \| ------------------ \| \| 24 de febrero de 2015 \| Estadio Rey Fahd, Riad \| Al-Nassr \| 1 - 1 \| Bunyodkor Tashkent \| \| 24 de febrero de 2015 \| Estadio Azadi, Teherán \| Persépolis \| 3 - 0 \| Lekhwiya \| \| 3 de marzo de 2015 \| Lekhwiya Sports Stadium, Doha \| Lekhwiya \| 1 - 1 \| Al-Nassr \| \| 3 de marzo de 2015 \| Estadio Bunyodkor, Taskent \| Bunyodkor Tashkent \| 0 - 1 \| Persépolis \| \| 17 de marzo de 2015 \| Estadio Rey Fahd, Riad \| Al-Nassr \| 3 - 0 \| Persépolis \| \| 17 de marzo de 2015 \| Estadio Bunyodkor, Taskent \| Bunyodkor Tashkent \| 0 - 1 \| Lekhwiya \| \| 8 de abril de 2015 \| Lekhwiya Sports Stadium, Doha \| Lekhwiya \| 1 - 0 \| Bunyodkor Tashkent \| \| 8 de abril de 2015 \| Estadio Azadi, Teherán \| Persépolis \| 1 - 0 \| Al-Nassr \| \| 22 de abril de 2015 \| Lekhwiya Sports Stadium, Doha \| Lekhwiya \| 3 - 0 \| Persépolis \| \| 22 de abril de 2015 \| Estadio Bunyodkor, Taskent \| Bunyodkor Tashkent \| 0 - 1 \| Al-Nassr \| \| 6 de mayo de 2015 \| Estadio Rey Fahd, Riad \| Al-Nassr \| 1 - 3 \| Lekhwiya \| \| 6 de mayo de 2015 \| Estadio Azadi, Teherán \| Persépolis \| 2 - 1 \| Bunyodkor Tashkent \| |                               |                    |           |                    |
| Fecha | Estadio (Ciudad)              | Local              | Resultado | Visitante          |
| 24 de febrero de 2015 | Estadio Rey Fahd, Riad        | Al-Nassr           | 1 - 1     | Bunyodkor Tashkent |
| 24 de febrero de 2015 | Estadio Azadi, Teherán        | Persépolis         | 3 - 0     | Lekhwiya           |
| 3 de marzo de 2015 | Lekhwiya Sports Stadium, Doha | Lekhwiya           | 1 - 1     | Al-Nassr           |
| 3 de marzo de 2015 | Estadio Bunyodkor, Taskent    | Bunyodkor Tashkent | 0 - 1     | Persépolis         |
| 17 de marzo de 2015 | Estadio Rey Fahd, Riad        | Al-Nassr           | 3 - 0     | Persépolis         |
| 17 de marzo de 2015 | Estadio Bunyodkor, Taskent    | Bunyodkor Tashkent | 0 - 1     | Lekhwiya           |
| 8 de abril de 2015 | Lekhwiya Sports Stadium, Doha | Lekhwiya           | 1 - 0     | Bunyodkor Tashkent |
| 8 de abril de 2015 | Estadio Azadi, Teherán        | Persépolis         | 1 - 0     | Al-Nassr           |
| 22 de abril de 2015 | Lekhwiya Sports Stadium, Doha | Lekhwiya           | 3 - 0     | Persépolis         |
| 22 de abril de 2015 | Estadio Bunyodkor, Taskent    | Bunyodkor Tashkent | 0 - 1     | Al-Nassr           |
| 6 de mayo de 2015 | Estadio Rey Fahd, Riad        | Al-Nassr           | 1 - 3     | Lekhwiya           |
| 6 de mayo de 2015 | Estadio Azadi, Teherán        | Persépolis         | 2 - 1     | Bunyodkor Tashkent |

### Grupo B
| Pos. | Equipo      | Pts. | PJ | G | E | P | GF | GC | Dif. | Clasificación    |
| ---- | ----------- | ---- | -- | - | - | - | -- | -- | ---- | ---------------- |
| 1    | Al-Ain      | 12   | 6  | 3 | 3 | 0 | 7  | 2  | +5   | Octavos de final |
| 2    | Naft Tehran | 8    | 6  | 2 | 2 | 2 | 8  | 8  | 0    | Octavos de final |
| 3    | Pakhtakor   | 6    | 6  | 1 | 3 | 2 | 6  | 8  | −2   |                  |
| 4    | Al-Shabab   | 5    | 6  | 1 | 2 | 3 | 5  | 8  | −3   |                  |

 Fuente: AFC
| \| Fecha \| Estadio (Ciudad) \| Local \| Resultado \| Visitante \| \| --------------------- \| -------------------------------------- \| ------------------ \| --------- \| ------------------ \| \| 24 de febrero de 2015 \| Estadio Pakhtakor Markaziy, Taskent \| Pakhtakor Tashkent \| 2 - 1 \| Naft Tehran \| \| 24 de febrero de 2015 \| Estadio Hazza bin Zayed, Al Ain \| Al-Ain \| 0 - 0 \| Al-Shabab \| \| 3 de febrero de 2015 \| Estadio Príncipe Faisal bin Fahd, Riad \| Al-Shabab \| 2 - 2 \| Pakhtakor Tashkent \| \| 3 de marzo de 2015 \| Estadio Azadi, Teherán \| Naft Tehran \| 1 - 1 \| Al-Ain \| \| 18 de marzo de 2015 \| Estadio Pakhtakor Markaziy, Taskent \| Pakhtakor Tashkent \| 0 - 1 \| Al-Ain \| \| 18 de marzo de 2015 \| Estadio Azadi, Teherán \| Naft Tehran \| 2 - 1 \| Al-Shabab \| \| 7 de abril de 2015 \| Estadio Príncipe Faisal bin Fahd, Riad \| Al-Shabab \| 0 - 3 \| Naft Tehran \| \| 7 de abril de 2015 \| Estadio Hazza bin Zayed, Al Ain \| Al-Ain \| 1 - 1 \| Pakhtakor Tashkent \| \| 22 de abril de 2015 \| Estadio Príncipe Faisal bin Fahd, Riad \| Al-Shabab \| 0 - 1 \| Al-Ain \| \| 22 de abril de 2015 \| Estadio Azadi, Teherán \| Naft Tehran \| 1 - 1 \| Pakhtakor Tashkent \| \| 6 de mayo de 2015 \| Estadio Pakhtakor Markaziy, Taskent \| Pakhtakor Tashkent \| 0 - 2 \| Al-Shabab \| \| 6 de mayo de 2015 \| Estadio Hazza bin Zayed, Al Ain \| Al-Ain \| 3 - 0 \| Naft Tehran \| |                                        |                    |           |                    |
| Fecha | Estadio (Ciudad)                       | Local              | Resultado | Visitante          |
| 24 de febrero de 2015 | Estadio Pakhtakor Markaziy, Taskent    | Pakhtakor Tashkent | 2 - 1     | Naft Tehran        |
| 24 de febrero de 2015 | Estadio Hazza bin Zayed, Al Ain        | Al-Ain             | 0 - 0     | Al-Shabab          |
| 3 de febrero de 2015 | Estadio Príncipe Faisal bin Fahd, Riad | Al-Shabab          | 2 - 2     | Pakhtakor Tashkent |
| 3 de marzo de 2015 | Estadio Azadi, Teherán                 | Naft Tehran        | 1 - 1     | Al-Ain             |
| 18 de marzo de 2015 | Estadio Pakhtakor Markaziy, Taskent    | Pakhtakor Tashkent | 0 - 1     | Al-Ain             |
| 18 de marzo de 2015 | Estadio Azadi, Teherán                 | Naft Tehran        | 2 - 1     | Al-Shabab          |
| 7 de abril de 2015 | Estadio Príncipe Faisal bin Fahd, Riad | Al-Shabab          | 0 - 3     | Naft Tehran        |
| 7 de abril de 2015 | Estadio Hazza bin Zayed, Al Ain        | Al-Ain             | 1 - 1     | Pakhtakor Tashkent |
| 22 de abril de 2015 | Estadio Príncipe Faisal bin Fahd, Riad | Al-Shabab          | 0 - 1     | Al-Ain             |
| 22 de abril de 2015 | Estadio Azadi, Teherán                 | Naft Tehran        | 1 - 1     | Pakhtakor Tashkent |
| 6 de mayo de 2015 | Estadio Pakhtakor Markaziy, Taskent    | Pakhtakor Tashkent | 0 - 2     | Al-Shabab          |
| 6 de mayo de 2015 | Estadio Hazza bin Zayed, Al Ain        | Al-Ain             | 3 - 0     | Naft Tehran        |

### Grupo C
| Pos. | Equipo             | Pts. | PJ | G | E | P | GF | GC | Dif. | Clasificación    |
| ---- | ------------------ | ---- | -- | - | - | - | -- | -- | ---- | ---------------- |
| 1    | Al-Hilal           | 13   | 6  | 4 | 1 | 1 | 9  | 4  | +5   | Octavos de final |
| 2    | Al-Sadd            | 10   | 6  | 3 | 1 | 2 | 9  | 9  | 0    | Octavos de final |
| 3    | Foolad             | 6    | 6  | 1 | 3 | 2 | 2  | 4  | −2   |                  |
| 4    | Lokomotiv Tashkent | 4    | 6  | 1 | 1 | 4 | 10 | 13 | −3   |                  |

 Fuente: AFC
| \| Fecha \| Estadio (Ciudad) \| Local \| Resultado \| Visitante \| \| --------------------- \| ------------------------------ \| ------------------ \| --------- \| ------------------ \| \| 25 de febrero de 2015 \| Estadio Ghadir, Ahvaz \| Foolad \| 0 - 0 \| Al-Sadd \| \| 25 de febrero de 2015 \| Estadio Rey Fahd, Riad \| Al-Hilal \| 3 - 1 \| Lokomotiv Tashkent \| \| 4 de marzo de 2015 \| Estadio Lokomotiv, Taskent \| Lokomotiv Tashkent \| 1 - 1 \| Foolad \| \| 4 de marzo de 2015 \| Estadio Jassim Bin Hamad, Doha \| Al-Sadd \| 1 - 0 \| Al-Hilal \| \| 17 de marzo de 2015 \| Estadio Ghadir, Ahvaz \| Foolad \| 0 - 0 \| Al-Hilal \| \| 17 de marzo de 2015 \| Estadio Jassim Bin Hamad, Doha \| Al-Sadd \| 6 - 2 \| Lokomotiv Tashkent \| \| 8 de abril de 2015 \| Estadio Lokomotiv, Taskent \| Lokomotiv Tashkent \| 5 - 0 \| Al-Sadd \| \| 8 de abril de 2015 \| Estadio Rey Fahd, Riad \| Al-Hilal \| 2 - 0 \| Foolad \| \| 21 de abril de 2015 \| Estadio Lokomotiv, Taskent \| Lokomotiv Tashkent \| 1 - 2 \| Al-Hilal \| \| 21 de abril de 2015 \| Estadio Jassim Bin Hamad, Doha \| Al-Sadd \| 1 - 0 \| Foolad \| \| 5 de mayo de 2015 \| Estadio Ghadir, Ahvaz \| Foolad \| 1 - 0 \| Lokomotiv Tashkent \| \| 5 de mayo de 2015 \| Estadio Rey Fahd, Riad \| Al-Hilal \| 2 - 1 \| Al-Sadd \| |                                |                    |           |                    |
| Fecha | Estadio (Ciudad)               | Local              | Resultado | Visitante          |
| 25 de febrero de 2015 | Estadio Ghadir, Ahvaz          | Foolad             | 0 - 0     | Al-Sadd            |
| 25 de febrero de 2015 | Estadio Rey Fahd, Riad         | Al-Hilal           | 3 - 1     | Lokomotiv Tashkent |
| 4 de marzo de 2015 | Estadio Lokomotiv, Taskent     | Lokomotiv Tashkent | 1 - 1     | Foolad             |
| 4 de marzo de 2015 | Estadio Jassim Bin Hamad, Doha | Al-Sadd            | 1 - 0     | Al-Hilal           |
| 17 de marzo de 2015 | Estadio Ghadir, Ahvaz          | Foolad             | 0 - 0     | Al-Hilal           |
| 17 de marzo de 2015 | Estadio Jassim Bin Hamad, Doha | Al-Sadd            | 6 - 2     | Lokomotiv Tashkent |
| 8 de abril de 2015 | Estadio Lokomotiv, Taskent     | Lokomotiv Tashkent | 5 - 0     | Al-Sadd            |
| 8 de abril de 2015 | Estadio Rey Fahd, Riad         | Al-Hilal           | 2 - 0     | Foolad             |
| 21 de abril de 2015 | Estadio Lokomotiv, Taskent     | Lokomotiv Tashkent | 1 - 2     | Al-Hilal           |
| 21 de abril de 2015 | Estadio Jassim Bin Hamad, Doha | Al-Sadd            | 1 - 0     | Foolad             |
| 5 de mayo de 2015 | Estadio Ghadir, Ahvaz          | Foolad             | 1 - 0     | Lokomotiv Tashkent |
| 5 de mayo de 2015 | Estadio Rey Fahd, Riad         | Al-Hilal           | 2 - 1     | Al-Sadd            |

### Grupo D
| Pos. | Equipo          | Pts. | PJ | G | E | P | GF | GC | Dif. | Clasificación    |
| ---- | --------------- | ---- | -- | - | - | - | -- | -- | ---- | ---------------- |
| 1    | Al-Ahli Jeddah  | 12   | 6  | 3 | 3 | 0 | 11 | 7  | +4   | Octavos de final |
| 2    | Al-Ahli         | 8    | 6  | 2 | 2 | 2 | 8  | 8  | 0    | Octavos de final |
| 3    | FC Nasaf Qarshi | 8    | 6  | 2 | 2 | 2 | 5  | 5  | 0    |                  |
| 4    | Tractor Sazi    | 4    | 6  | 1 | 1 | 4 | 7  | 11 | −4   |                  |

 Fuente: AFC
| \| Fecha \| Estadio (Ciudad) \| Local \| Resultado \| Visitante \| \| --------------------- \| ------------------------------- \| -------------- \| --------- \| -------------- \| \| 25 de febrero de 2015 \| Estadio Al-Rashid, Dubái \| Al-Ahli \| 3 - 3 \| Al-Ahli Jeddah \| \| 25 de febrero de 2015 \| Estadio Markaziy, Qarshi \| Nasaf Qarshi \| 2 - 1 \| Tractor Sazi \| \| 4 de marzo de 2015 \| Estadio Yadegar-e-Emam, Tabriz \| Tractor Sazi \| 1 - 0 \| Al-Ahli \| \| 4 de marzo de 2015 \| King Abdullah Sports City, Yeda \| Al-Ahli Jeddah \| 2 - 1 \| Nasaf Qarshi \| \| 18 de marzo de 2015 \| Estadio Al-Rashid, Dubái \| Al-Ahli \| 0 - 0 \| Nasaf Qarshi \| \| 18 de marzo de 2015 \| King Abdullah Sports City, Yeda \| Al-Ahli Jeddah \| 2 - 0 \| Tractor Sazi \| \| 7 de abril de 2015 \| Estadio Yadegar-e-Emam, Tabriz \| Tractor Sazi \| 2 - 2 \| Al-Ahli Jeddah \| \| 7 de abril de 2015 \| Estadio Markaziy, Qarshi \| Nasaf Qarshi \| 0 - 1 \| Al-Ahli \| \| 21 de abril de 2015 \| Estadio Yadegar-e-Emam, Tabriz \| Tractor Sazi \| 1 - 2 \| Nasaf Qarshi \| \| 21 de abril de 2015 \| King Abdullah Sports City, Yeda \| Al-Ahli Jeddah \| 2 - 1 \| Al-Ahli \| \| 5 de mayo de 2015 \| Estadio Al-Rashid, Dubái \| Al-Ahli \| 3 - 2 \| Tractor Sazi \| \| 5 de mayo de 2015 \| Estadio Markaziy, Qarshi \| Nasaf Qarshi \| 0 - 0 \| Al-Ahli Jeddah \| |                                 |                |           |                |
| Fecha | Estadio (Ciudad)                | Local          | Resultado | Visitante      |
| 25 de febrero de 2015 | Estadio Al-Rashid, Dubái        | Al-Ahli        | 3 - 3     | Al-Ahli Jeddah |
| 25 de febrero de 2015 | Estadio Markaziy, Qarshi        | Nasaf Qarshi   | 2 - 1     | Tractor Sazi   |
| 4 de marzo de 2015 | Estadio Yadegar-e-Emam, Tabriz  | Tractor Sazi   | 1 - 0     | Al-Ahli        |
| 4 de marzo de 2015 | King Abdullah Sports City, Yeda | Al-Ahli Jeddah | 2 - 1     | Nasaf Qarshi   |
| 18 de marzo de 2015 | Estadio Al-Rashid, Dubái        | Al-Ahli        | 0 - 0     | Nasaf Qarshi   |
| 18 de marzo de 2015 | King Abdullah Sports City, Yeda | Al-Ahli Jeddah | 2 - 0     | Tractor Sazi   |
| 7 de abril de 2015 | Estadio Yadegar-e-Emam, Tabriz  | Tractor Sazi   | 2 - 2     | Al-Ahli Jeddah |
| 7 de abril de 2015 | Estadio Markaziy, Qarshi        | Nasaf Qarshi   | 0 - 1     | Al-Ahli        |
| 21 de abril de 2015 | Estadio Yadegar-e-Emam, Tabriz  | Tractor Sazi   | 1 - 2     | Nasaf Qarshi   |
| 21 de abril de 2015 | King Abdullah Sports City, Yeda | Al-Ahli Jeddah | 2 - 1     | Al-Ahli        |
| 5 de mayo de 2015 | Estadio Al-Rashid, Dubái        | Al-Ahli        | 3 - 2     | Tractor Sazi   |
| 5 de mayo de 2015 | Estadio Markaziy, Qarshi        | Nasaf Qarshi   | 0 - 0     | Al-Ahli Jeddah |

### Grupo E
| Pos. | Equipo                  | Pts. | PJ | G | E | P | GF | GC | Dif. | Clasificación    |
| ---- | ----------------------- | ---- | -- | - | - | - | -- | -- | ---- | ---------------- |
| 1    | Kashiwa Reysol          | 11   | 6  | 3 | 2 | 1 | 14 | 9  | +5   | Octavos de final |
| 2    | Jeonbuk Hyundai Motors  | 11   | 6  | 3 | 2 | 1 | 14 | 6  | +8   | Octavos de final |
| 3    | Shandong Luneng Taishan | 7    | 6  | 2 | 1 | 3 | 13 | 17 | −4   |                  |
| 4    | Becamex Bình Dương      | 4    | 6  | 1 | 1 | 4 | 6  | 15 | −9   |                  |

 Fuente: AFC
| \| Fecha \| Estadio (Ciudad) \| Local \| Resultado \| Visitante \| \| --------------------- \| -------------------------------- \| ----------------------- \| --------- \| ----------------------- \| \| 24 de febrero de 2015 \| Estadio Mundialista, Jeonju \| Jeonbuk Hyundai Motors \| 0 - 0 \| Kashiwa Reysol \| \| 24 de febrero de 2015 \| Estadio Gò Đậu, Thu Dau Mot \| Bình Duong FC \| 2 - 3 \| Shandong Luneng Taishan \| \| 3 de marzo de 2015 \| Jinan Olympic Stadium, Jinan \| Shandong Luneng Taishan \| 1 - 4 \| Jeonbuk Hyundai Motors \| \| 3 de marzo de 2015 \| Estadio Hitachi Kashiwa, Kashiwa \| Kashiwa Reysol \| 5 - 1 \| Bình Duong FC \| \| 17 de marzo de 2015 \| Estadio Mundialista, Jeonju \| Jeonbuk Hyundai Motors \| 3 - 0 \| Bình Duong FC \| \| 17 de marzo de 2015 \| Estadio Hitachi Kashiwa, Kashiwa \| Kashiwa Reysol \| 2 - 1 \| Shandong Luneng Taishan \| \| 8 de abril de 2015 \| Jinan Olympic Stadium, Jinan \| Shandong Luneng Taishan \| 4 - 4 \| Kashiwa Reysol \| \| 8 de abril de 2015 \| Estadio Gò Đậu, Thu Dau Mot \| Bình Duong FC \| 1 - 1 \| Jeonbuk Hyundai Motors \| \| 22 de abril de 2015 \| Jinan Olympic Stadium, Jinan \| Shandong Luneng Taishan \| 3 - 1 \| Bình Duong FC \| \| 22 de abril de 2015 \| Estadio Hitachi Kashiwa, Kashiwa \| Kashiwa Reysol \| 3 - 2 \| Jeonbuk Hyundai Motors \| \| 6 de mayo de 2015 \| Estadio Mundialista, Jeonju \| Jeonbuk Hyundai Motors \| 4 - 1 \| Shandong Luneng Taishan \| \| 6 de mayo de 2015 \| Estadio Gò Đậu, Thu Dau Mot \| Bình Duong FC \| 1 - 0 \| Kashiwa Reysol \| |                                  |                         |           |                         |
| Fecha | Estadio (Ciudad)                 | Local                   | Resultado | Visitante               |
| 24 de febrero de 2015 | Estadio Mundialista, Jeonju      | Jeonbuk Hyundai Motors  | 0 - 0     | Kashiwa Reysol          |
| 24 de febrero de 2015 | Estadio Gò Đậu, Thu Dau Mot      | Bình Duong FC           | 2 - 3     | Shandong Luneng Taishan |
| 3 de marzo de 2015 | Jinan Olympic Stadium, Jinan     | Shandong Luneng Taishan | 1 - 4     | Jeonbuk Hyundai Motors  |
| 3 de marzo de 2015 | Estadio Hitachi Kashiwa, Kashiwa | Kashiwa Reysol          | 5 - 1     | Bình Duong FC           |
| 17 de marzo de 2015 | Estadio Mundialista, Jeonju      | Jeonbuk Hyundai Motors  | 3 - 0     | Bình Duong FC           |
| 17 de marzo de 2015 | Estadio Hitachi Kashiwa, Kashiwa | Kashiwa Reysol          | 2 - 1     | Shandong Luneng Taishan |
| 8 de abril de 2015 | Jinan Olympic Stadium, Jinan     | Shandong Luneng Taishan | 4 - 4     | Kashiwa Reysol          |
| 8 de abril de 2015 | Estadio Gò Đậu, Thu Dau Mot      | Bình Duong FC           | 1 - 1     | Jeonbuk Hyundai Motors  |
| 22 de abril de 2015 | Jinan Olympic Stadium, Jinan     | Shandong Luneng Taishan | 3 - 1     | Bình Duong FC           |
| 22 de abril de 2015 | Estadio Hitachi Kashiwa, Kashiwa | Kashiwa Reysol          | 3 - 2     | Jeonbuk Hyundai Motors  |
| 6 de mayo de 2015 | Estadio Mundialista, Jeonju      | Jeonbuk Hyundai Motors  | 4 - 1     | Shandong Luneng Taishan |
| 6 de mayo de 2015 | Estadio Gò Đậu, Thu Dau Mot      | Bình Duong FC           | 1 - 0     | Kashiwa Reysol          |

### Grupo F
| Pos. | Equipo         | Pts. | PJ | G | E | P | GF | GC | Dif. | Clasificación    |
| ---- | -------------- | ---- | -- | - | - | - | -- | -- | ---- | ---------------- |
| 1    | Gamba Osaka    | 10   | 6  | 3 | 1 | 2 | 10 | 7  | +3   | Octavos de final |
| 2    | Seongnam FC    | 10   | 6  | 3 | 1 | 2 | 7  | 5  | +2   | Octavos de final |
| 3    | Buriram United | 10   | 6  | 3 | 1 | 2 | 12 | 7  | +5   |                  |
| 4    | Guangzhou R&F  | 4    | 6  | 1 | 1 | 4 | 3  | 13 | −10  |                  |

 Fuente: AFC
| \| Fecha \| Estadio (Ciudad) \| Local \| Resultado \| Visitante \| \| --------------------- \| --------------------------------- \| -------------- \| --------- \| -------------- \| \| 24 de febrero de 2015 \| Estadio Expo '70, Osaka \| Gamba Osaka \| 0 - 2 \| Guangzhou R&F \| \| 24 de febrero de 2015 \| Estadio New I-Mobile, Buriram \| Buriram United \| 2 - 1 \| Seongnam FC \| \| 3 de marzo de 2015 \| Tancheon Sports Complex, Seongnam \| Seongnam FC \| 2 - 0 \| Gamba Osaka \| \| 3 de marzo de 2015 \| Estadio Yuexiushan, Guangzhou \| Guangzhou R&F \| 1 - 2 \| Buriram United \| \| 17 de marzo de 2015 \| Estadio Yuexiushan, Guangzhou \| Guangzhou R&F \| 0 - 1 \| Seongnam FC \| \| 18 de marzo de 2015 \| Estadio Expo '70, Osaka \| Gamba Osaka \| 1 - 1 \| Buriram United \| \| 7 de abril de 2015 \| Tancheon Sports Complex, Seongnam \| Seongnam FC \| 0 - 0 \| Guangzhou R&F \| \| 7 de abril de 2015 \| Estadio New I-Mobile, Buriram \| Buriram United \| 1 - 2 \| Gamba Osaka \| \| 22 de abril de 2015 \| Tancheon Sports Complex, Seongnam \| Seongnam FC \| 2 - 1 \| Buriram United \| \| 22 de abril de 2015 \| Estadio Yuexiushan, Guangzhou \| Guangzhou R&F \| 0 - 5 \| Gamba Osaka \| \| 6 de mayo de 2015 \| Estadio Expo '70, Osaka \| Gamba Osaka \| 2 - 1 \| Seongnam FC \| \| 6 de mayo de 2015 \| Estadio New I-Mobile, Buriram \| Buriram United \| 5 - 0 \| Guangzhou R&F \| |                                   |                |           |                |
| Fecha | Estadio (Ciudad)                  | Local          | Resultado | Visitante      |
| 24 de febrero de 2015 | Estadio Expo '70, Osaka           | Gamba Osaka    | 0 - 2     | Guangzhou R&F  |
| 24 de febrero de 2015 | Estadio New I-Mobile, Buriram     | Buriram United | 2 - 1     | Seongnam FC    |
| 3 de marzo de 2015 | Tancheon Sports Complex, Seongnam | Seongnam FC    | 2 - 0     | Gamba Osaka    |
| 3 de marzo de 2015 | Estadio Yuexiushan, Guangzhou     | Guangzhou R&F  | 1 - 2     | Buriram United |
| 17 de marzo de 2015 | Estadio Yuexiushan, Guangzhou     | Guangzhou R&F  | 0 - 1     | Seongnam FC    |
| 18 de marzo de 2015 | Estadio Expo '70, Osaka           | Gamba Osaka    | 1 - 1     | Buriram United |
| 7 de abril de 2015 | Tancheon Sports Complex, Seongnam | Seongnam FC    | 0 - 0     | Guangzhou R&F  |
| 7 de abril de 2015 | Estadio New I-Mobile, Buriram     | Buriram United | 1 - 2     | Gamba Osaka    |
| 22 de abril de 2015 | Tancheon Sports Complex, Seongnam | Seongnam FC    | 2 - 1     | Buriram United |
| 22 de abril de 2015 | Estadio Yuexiushan, Guangzhou     | Guangzhou R&F  | 0 - 5     | Gamba Osaka    |
| 6 de mayo de 2015 | Estadio Expo '70, Osaka           | Gamba Osaka    | 2 - 1     | Seongnam FC    |
| 6 de mayo de 2015 | Estadio New I-Mobile, Buriram     | Buriram United | 5 - 0     | Guangzhou R&F  |

### Grupo G
| Pos. | Equipo                  | Pts. | PJ | G | E | P | GF | GC | Dif. | Clasificación    |
| ---- | ----------------------- | ---- | -- | - | - | - | -- | -- | ---- | ---------------- |
| 1    | Beijing Guoan           | 11   | 6  | 3 | 2 | 1 | 6  | 3  | +3   | Octavos de final |
| 2    | Suwon Samsung Bluewings | 11   | 6  | 3 | 2 | 1 | 11 | 8  | +3   | Octavos de final |
| 3    | Brisbane Roar           | 7    | 6  | 2 | 1 | 3 | 7  | 9  | −2   |                  |
| 4    | Urawa Red Diamonds      | 4    | 6  | 1 | 1 | 4 | 5  | 9  | −4   |                  |

 Fuente: AFC
| \| Fecha \| Estadio (Ciudad) \| Local \| Resultado \| Visitante \| \| --------------------- \| ------------------------------------ \| ----------------------- \| --------- \| ----------------------- \| \| 25 de febrero de 2014 \| Robina Stadium, Gold Coast \| Brisbane Roar \| 0 - 1 \| Beijing Guoan \| \| 25 de febrero de 2014 \| Estadio Mundialista, Suwon \| Suwon Samsung Bluewings \| 2 - 1 \| Urawa Red Diamonds \| \| 4 de marzo de 2014 \| Estadio de Saitama, Saitama \| Urawa Red Diamonds \| 0 - 1 \| Brisbane Roar \| \| 4 de marzo de 2014 \| Estadio de los Trabajadores, Beijing \| Beijing Guoan \| 1 - 0 \| Suwon Samsung Bluewings \| \| 17 de marzo de 2014 \| Robina Stadium, Gold Coast \| Brisbane Roar \| 3 - 3 \| Suwon Samsung Bluewings \| \| 17 de marzo de 2014 \| Estadio de los Trabajadores, Beijing \| Beijing Guoan \| 2 - 0 \| Urawa Red Diamonds \| \| 8 de abril de 2014 \| Estadio de Saitama, Saitama \| Urawa Red Diamonds \| 1 - 1 \| Beijing Guoan \| \| 8 de abril de 2014 \| Estadio Mundialista, Suwon \| Suwon Samsung Bluewings \| 3 - 1 \| Brisbane Roar \| \| 21 de abril de 2014 \| Estadio de Saitama, Saitama \| Urawa Red Diamonds \| 1 - 2 \| Suwon Samsung Bluewings \| \| 21 de abril de 2014 \| Estadio de los Trabajadores, Beijing \| Beijing Guoan \| 0 - 1 \| Brisbane Roar \| \| 5 de mayo de 2014 \| Robina Stadium, Gold Coast \| Brisbane Roar \| 1 - 2 \| Urawa Red Diamonds \| \| 5 de mayo de 2014 \| Estadio Mundialista, Suwon \| Suwon Samsung Bluewings \| 1 - 1 \| Beijing Guoan \| |                                      |                         |           |                         |
| Fecha | Estadio (Ciudad)                     | Local                   | Resultado | Visitante               |
| 25 de febrero de 2014 | Robina Stadium, Gold Coast           | Brisbane Roar           | 0 - 1     | Beijing Guoan           |
| 25 de febrero de 2014 | Estadio Mundialista, Suwon           | Suwon Samsung Bluewings | 2 - 1     | Urawa Red Diamonds      |
| 4 de marzo de 2014 | Estadio de Saitama, Saitama          | Urawa Red Diamonds      | 0 - 1     | Brisbane Roar           |
| 4 de marzo de 2014 | Estadio de los Trabajadores, Beijing | Beijing Guoan           | 1 - 0     | Suwon Samsung Bluewings |
| 17 de marzo de 2014 | Robina Stadium, Gold Coast           | Brisbane Roar           | 3 - 3     | Suwon Samsung Bluewings |
| 17 de marzo de 2014 | Estadio de los Trabajadores, Beijing | Beijing Guoan           | 2 - 0     | Urawa Red Diamonds      |
| 8 de abril de 2014 | Estadio de Saitama, Saitama          | Urawa Red Diamonds      | 1 - 1     | Beijing Guoan           |
| 8 de abril de 2014 | Estadio Mundialista, Suwon           | Suwon Samsung Bluewings | 3 - 1     | Brisbane Roar           |
| 21 de abril de 2014 | Estadio de Saitama, Saitama          | Urawa Red Diamonds      | 1 - 2     | Suwon Samsung Bluewings |
| 21 de abril de 2014 | Estadio de los Trabajadores, Beijing | Beijing Guoan           | 0 - 1     | Brisbane Roar           |
| 5 de mayo de 2014 | Robina Stadium, Gold Coast           | Brisbane Roar           | 1 - 2     | Urawa Red Diamonds      |
| 5 de mayo de 2014 | Estadio Mundialista, Suwon           | Suwon Samsung Bluewings | 1 - 1     | Beijing Guoan           |

### Grupo H
| Pos. | Equipo                   | Pts. | PJ | G | E | P | GF | GC | Dif. | Clasificación    |
| ---- | ------------------------ | ---- | -- | - | - | - | -- | -- | ---- | ---------------- |
| 1    | Guangzhou Evergrande     | 10   | 6  | 3 | 1 | 2 | 9  | 9  | 0    | Octavos de final |
| 2    | FC Seoul                 | 9    | 6  | 2 | 3 | 1 | 5  | 4  | +1   | Octavos de final |
| 3    | Western Sydney Wanderers | 8    | 6  | 2 | 2 | 2 | 9  | 7  | +2   |                  |
| 4    | Kashima Antlers          | 6    | 6  | 2 | 0 | 4 | 10 | 13 | −3   |                  |

 Fuente: AFC
| \| Fecha \| Estadio (Ciudad) \| Local \| Resultado \| Visitante \| \| --------------------- \| ------------------------------- \| ------------------------ \| --------- \| ------------------------ \| \| 25 de febrero de 2014 \| Estadio Tianhe, Guangzhou \| Guangzhou Evergrande \| 1 - 0 \| FC Seoul \| \| 25 de febrero de 2014 \| Kashima Soccer Stadium, Kashima \| Kashima Antlers \| 1 - 3 \| Western Sydney Wanderers \| \| 4 de marzo de 2014 \| Parramatta Stadium, Sídney \| Western Sydney Wanderers \| 2 - 3 \| Guangzhou Evergrande \| \| 4 de marzo de 2014 \| Estadio Mundialista, Seúl \| FC Seoul \| 1 - 0 \| Kashima Antlers \| \| 17 de marzo de 2014 \| Estadio Tianhe, Guangzhou \| Guangzhou Evergrande \| 4 - 3 \| Kashima Antlers \| \| 17 de marzo de 2014 \| Estadio Mundialista, Seúl \| FC Seoul \| 0 - 0 \| Western Sydney Wanderers \| \| 7 de abril de 2014 \| Parramatta Stadium, Sídney \| Western Sydney Wanderers \| 1 - 1 \| FC Seoul \| \| 7 de abril de 2014 \| Kashima Soccer Stadium, Kashima \| Kashima Antlers \| 2 - 1 \| Guangzhou Evergrande \| \| 21 de abril de 2014 \| Parramatta Stadium, Sídney \| Western Sydney Wanderers \| 1 - 2 \| Kashima Antlers \| \| 21 de abril de 2014 \| Estadio Mundialista, Seúl \| FC Seoul \| 0 - 0 \| Guangzhou Evergrande \| \| 5 de mayo de 2014 \| Estadio Tianhe, Guangzhou \| Guangzhou Evergrande \| 0 - 2 \| Western Sydney Wanderers \| \| 5 de mayo de 2014 \| Kashima Soccer Stadium, Kashima \| Kashima Antlers \| 2 - 3 \| FC Seoul \| |                                 |                          |           |                          |
| Fecha | Estadio (Ciudad)                | Local                    | Resultado | Visitante                |
| 25 de febrero de 2014 | Estadio Tianhe, Guangzhou       | Guangzhou Evergrande     | 1 - 0     | FC Seoul                 |
| 25 de febrero de 2014 | Kashima Soccer Stadium, Kashima | Kashima Antlers          | 1 - 3     | Western Sydney Wanderers |
| 4 de marzo de 2014 | Parramatta Stadium, Sídney      | Western Sydney Wanderers | 2 - 3     | Guangzhou Evergrande     |
| 4 de marzo de 2014 | Estadio Mundialista, Seúl       | FC Seoul                 | 1 - 0     | Kashima Antlers          |
| 17 de marzo de 2014 | Estadio Tianhe, Guangzhou       | Guangzhou Evergrande     | 4 - 3     | Kashima Antlers          |
| 17 de marzo de 2014 | Estadio Mundialista, Seúl       | FC Seoul                 | 0 - 0     | Western Sydney Wanderers |
| 7 de abril de 2014 | Parramatta Stadium, Sídney      | Western Sydney Wanderers | 1 - 1     | FC Seoul                 |
| 7 de abril de 2014 | Kashima Soccer Stadium, Kashima | Kashima Antlers          | 2 - 1     | Guangzhou Evergrande     |
| 21 de abril de 2014 | Parramatta Stadium, Sídney      | Western Sydney Wanderers | 1 - 2     | Kashima Antlers          |
| 21 de abril de 2014 | Estadio Mundialista, Seúl       | FC Seoul                 | 0 - 0     | Guangzhou Evergrande     |
| 5 de mayo de 2014 | Estadio Tianhe, Guangzhou       | Guangzhou Evergrande     | 0 - 2     | Western Sydney Wanderers |
| 5 de mayo de 2014 | Kashima Soccer Stadium, Kashima | Kashima Antlers          | 2 - 3     | FC Seoul                 |